# Campeonato Panamericano de Clubes de 1996
El Campeonato Panamericano de Clubes de 1996 fue la cuarta edición de este torneo. 
Se disputó en Franca, Brasil.
El campeón de esta edición fue Atenas de Córdoba (Argentina).

## Equipos participantes
| País               | Equipo                                          |
| ------------------ | ----------------------------------------------- |
| Argentina 2 cupos  | Atenas de Córdoba Independiente de General Pico |
| Brasil 3 cupos     | Franca Dharma/Yara Franca Corinthians           |
| Chile 1 cupo       | Universidad de Concepción                       |
| El Salvador 1 cupo | Denver                                          |
| México 1 cupo      | Rayados de Monterrey                            |